# Кахура
Кахура (груз. კახურა) — село в Грузії.
За даними перепису населення 2014 року в селі проживає 32 особа.